# فرپلی (کالیفرنیا)
فرپلی (به انگلیسی: Fair Play) یک منطقهٔ مسکونی در ایالات متحده آمریکا است که در شهرستان ال دورادو، کالیفرنیا واقع شده‌است. فرپلی ۵۰۳ نفر جمعیت دارد و ۷۱۰ متر بالاتر از سطح دریا واقع شده‌است.